# Анже (округ)
Анже (фр. Angers) — округ (фр. Arrondissement) во Франции, один из округов в регионе Страна Луары. Департамент округа — Мен и Луара. Супрефектура — Анже.
Население округа на 2006 год составляло 383 063 человек. Плотность населения составляет 180 чел./км². Площадь округа составляет всего 2127 км².